# Ludicra
Ludicra (lat. ‚Drama‘) war eine 1998 gegründete, amerikanische Extreme-Metal-/Crust-Punk-Band aus San Francisco, Kalifornien.

## Geschichte
Ludicra wurde im Herbst 1998 als Quartett durch Jesika Christ, John Cobbett, Christy Cather und Aesop Dekker in San Francisco gegründet. Der erste Auftritt der Band fand im Februar 1999 statt. Wenige Monate später, nach vier oder fünf absolvierten Auftritten, stieg die Sängerin und Bassistin Jesika Christ wieder aus, um sich mehr auf ihre eigene Band Sangre Amado zu konzentrieren. Sie wurde durch Ross Sewage am Bass und Laurie Sue Shanaman als Sängerin ersetzt. In der mittlerweile 13-jährigen Bandgeschichte stellte dies den einzigen Besetzungswechsel dar.
Im Jahr 2001 nahm die Band ihr erstes Demo Album Excerpts auf, kurz darauf folgte noch im selben Jahr das Demo Ludicra. Das Debütalbum Hollow Psalms wurde im Frühjahr 2002 über das Label Life is Abuse veröffentlicht. Nach rund zwei Jahren war die erste Pressung des Albums ausverkauft, und die Band ging Anfang 2004 erneut ins Studio, um das Nachfolgealbum Another Great Love Song aufzunehmen. Noch während des Entstehungsprozess wurde Ludicra vom Chef des traditionsreichen amerikanischen Undergroundlabels Alternative Tentacles, Jello Biafra, ein Plattenvertrag angeboten, so dass die Band das Label Life is Abus verließ, und das Album über Alternative Tentacles veröffentlichte.
Die EP Ludicra erschien 2006 und kurz darauf auch das Album Fex urbis lex orbis. Nach rund vier Jahren ohne weitere Veröffentlichungen, in denen die Band vor allem tourte und Konzerte gab, erschien im Frühjahr 2010 das vierte Studioalbum The Tenant.
Ludicra ist derzeit bei Profound Lore Records unter Vertrag. Zusammen mit Bands wie Weakling gilt sie als eine der Vorreiter-Bands der US-amerikanischen Bay-Area-Black-Metal-Szene. Einige der Musiker sind auch noch bei anderen Bands aktiv. So spielt Ross Sewage außerdem unter anderem bei Impaled und Aesop Dekker bei Agalloch.

## Stil
Ludicra verbindet in ihrer Musik Einflüsse aus dem Black Metal der zweiten Welle mit Punk, da einige Musiker der Band aus der Punk-Szene kommen. Dazu kommen noch Elemente des klassischen Heavy Metals und Neofolk. Insbesondere die Musik des Albums The Tenant weist auch Progressive-Rock-/-Metal-Einflüsse auf. Die Texte handeln von Verzweiflung, Hoffnungslosigkeit, Drogen und anderen urbanen Themen.
Die Band selbst bezeichnet ihr Genre als Grey Metal: „ein Derivat von Black Metal“.

## Diskografie

### Studioalben
- 2002: Hollow Psalms (Life is Abuse)
- 2004: Another Great Love Song (Alternative Tentacles)
- 2006: Fex urbis lex orbis (Alternative Tentacles)
- 2010: The Tenant (Profound Lore Records)

### EPs
- 2006: Ludicra (Life is Abuse)

### Demos
- 2001: Album Excerpts
- 2001: Ludicra